# ASSI Brindisi 1982-1983
L'ASSI Brindisi 1982-1983, prende parte al campionato italiano di Serie B, girone B a 16 squadre. Chiude la stagione regolare al 12º posto con 14V e 16P, con 2284 punti fatti e 2312 punti subiti.

## Storia
Della formazione promossa la stagione precedente non fanno più parte Salvatore Zarcone, Salvatore Auro passati ad altre formazioni minori brindisine e Alessandro Toffi ceduto alla Rapident Livorno. Per affrontare la categoria superiore il roster viene rafforzato con l'acquisto dell'ala pivot Paolo Friz proveniente dalla Dinamo Sassari, della guardia Marco Galluzzo proveniente dalla San Benedetto Gorizia e dal pivot Nicola Ungaro dalla Rivestoni Bari, confermati oltre al coach Lillo Primaverili, il capitano Piero Labate, Vito Rongone, Marcello Mazzotta, Fabrizio D'Astore e Antonio Bray. Miglior marcatore della stagione è Piero Labate con 577 punti in 30 partite seguito da Nicola Ungaro con 387 p. in 27 p. e da Paolo Friz con 374 p. in 30 p.

## Roster
| ASSI Brindisi 1982/1983 | ASSI Brindisi 1982/1983 |
| Giocatori               | Staff tecnico           |
| ----------------------- | ----------------------- |

| N. | Naz.              | Ruolo | Nome              | Anno | Alt.   | Peso |  |
| -- | ----------------- | ----- | ----------------- | ---- | ------ | ---- |  |
|    | Italia (bandiera) | PG    | Fabrizio D'Astore | 1960 | 180 cm |      |  |
|    | Italia (bandiera) | P     | Antonio Bray      | 1956 | 181 cm |      |  |
|    | Italia (bandiera) | G     | Fabio De Solda    | 1966 | 185 cm |      |  |
|    | Italia (bandiera) | G     | Vito Rongone      | 1962 | 187 cm |      |  |
|    | Italia (bandiera) | G     | Salvatore Caramia | 1964 | 190 cm |      |  |
|    | Italia (bandiera) | G     | Marco Galluzzo    | 1963 | 190 cm |      |  |
|    | Italia (bandiera) | A     | Piero Labate      | 1951 | 191 cm |      |  |
|    | Italia (bandiera) | PG    | Cosimo Romanelli  | 1956 | 182 cm |      |  |
|    | Italia (bandiera) | C     | Marcello Mazzotta | 1957 | 202 cm |      |  |
|    | Italia (bandiera) | AC    | Paolo Friz        | 1957 | 200 cm |      |  |
|    | Italia (bandiera) | C     | Nicola Ungaro     | 1960 | 200 cm |      |  |
|    | Italia (bandiera) | C     | Giuseppe Antelmi  | 1951 | 192 cm |      |  |

| Allenatore                                  |
| - Lillo Primaverili                         |
| Assistente/i                                |
| - Giuseppe Galluccio Legenda - (C) Capitano |

## Risultati
| Arbitri: | Spotti (Milano) Butti (Milano) |

|                               |       |                                         |
| Labate 24, Ungaro 19, Friz 14 | Punti | Grasselli 29, Battisti 22, Campanaro 17 |

| Arbitri: | Grosso (Roma) Pica (Roma) |

|                                    |       |                                |
| Coen 23, Centanni 18, Malatesta 14 | Punti | Labate 26, Rongone 19, Friz 12 |

| Arbitri: | Maddaloni (Napoli) Errico (Napoli) |

|                                |       |                                   |
| Friz 13, Mazzotta 10, Labate 9 | Punti | Corbi 20, Samoggia 19, Cerioni 11 |

| Arbitri: | Nelli (Firenze) Nania (Firenze) |

|                                     |       |                                 |
| Tanzi 22, Tomassi 17, Menichetti 12 | Punti | Labate 26, Bray 13, Mazzotta 12 |

| Arbitri: | Porcelli (Roma) Tedone (Roma) |

|                                 |       |                                          |
| Labate 30, Friz 23, Galluzzo 11 | Punti | Tandurella 20, D'Orazio 14, Marino M. 13 |

| Arbitri: | Morè (Pescara) Turacchio (Chieti) |

|                                 |       |                               |
| Iannone 20, Raida 16, Di Noi 10 | Punti | Labate 21, Ungaro 19, Friz 15 |

| Arbitri: | Giordano (Napoli) Curci (Napoli) |

|                                    |       |                                      |
| D'Astore 14, Labate 10, Galluzzo 8 | Punti | Lucantoni 18, Campanaro 12, Zappi 10 |

| Arbitri: | Pazzaglia (Pesaro) De Biagi (Pesaro) |

|                                     |       |                               |
| Marchetti 22, Di Donna 17, Romeo 16 | Punti | Labate 21, Ungaro 19, Friz 17 |

| Arbitri: | Gaia (Milano) Ronchi (Milano) |

|                                   |       |                               |
| Castagna 25, Serra 24, Guarino 19 | Punti | Labate 29, Ungaro 18, Friz 16 |

| Arbitri: | Chilà L. (Reggio Calabria) Chilà M. (Reggio Calabria) |

|                                  |       |                                     |
| Labate 28, Ungaro 20, Rongone 11 | Punti | Magro 16, Procaccini 15, Lestini 12 |

| Arbitri: | Errico (Napoli) Pennelli (Napoli) |

|                                    |       |                                   |
| Ravaglia 34, Antonucci 12, Rossi 8 | Punti | Ungaro 16, Labate 16, D'Astore 15 |

| Arbitri: | Coccia (Viterbo) Caruso (Roma) |

|                                 |       |                                   |
| Labate 24, Galluzzo 19, Friz 15 | Punti | Latorre 31, Franza 17, Mirella 10 |

| Arbitri: | Natalutti (Udine) Biganutti (Udine) |

|                                     |       |                               |
| Biondi 22, Colalullo 12, Scalzone 9 | Punti | Labate 26, Rongone 10, Friz 8 |

| Arbitri: | Gentile (Savona) Quaglia (Pieve Ligure) |

|                               |       |                        |
| Friz 21, Labate 17, Ungaro 15 | Punti | Giusti 23, Trafarri 20 |

| Arbitri: | Hasson (Napoli) Merole (Napoli) |

|                                      |       |                                 |
| Campanaro 22, Porto 19, Grasselli 15 | Punti | Labate 22, Friz 17, Mazzotta 12 |

| Arbitri: | Forino (Avellino) Milone (Salerno) |

|                             |       |                                       |
| Labate 24, Friz 19, Bray 13 | Punti | Serini 20, Pettinari 17, Malatesta 12 |

| Arbitri: | Cappellini (Firenze) D'implicio (Siena) |

|                                   |       |                               |
| Samoggia 34, Corbi 10, Cerioni 10 | Punti | Labate 20, Friz 12, Ungaro 11 |

| Arbitri: | Nasca (Monza) Gaia (Milano) |

|                               |       |                                           |
| Labate 16, Friz 16, Ungaro 12 | Punti | Malachin 24, De Angelis 12, Menichetti 10 |

| Arbitri: | Chilà (Reggio Calabria) Maddaloni (Napoli) |

|                        |       |                                |
| D'Astore 18, Ungaro 16 | Punti | Iannone, Raida 12, Esposito 10 |

| Arbitri: | Vassallo (Roma) Esposito (Roma) |

|                                            |       |                                    |
| Ciafardoni 23, Lucantoni 22, De Angelis 12 | Punti | Mazzotta 15, Rongone 14, Labate 10 |

| Arbitri: | Forino (Avellino) Milone (Salerno) |

|                               |       |                                        |
| Ungaro 23, Bray 19, Labate 12 | Punti | Cioffi 21, Carabacchi 18, Marchetti 18 |

| Arbitri: | Zanettini (Vicenza) Cazzaro (Venezia) |

|                               |       |                                  |
| Ungaro 27, Friz 22, Labate 15 | Punti | Serra 18, Carraos 17, Guarino 10 |

| Arbitri: | Marino (Salerno) Milocco (Salerno) |

|                                   |       |                                   |
| Lestini 19, Magro 18, Dimbelli 10 | Punti | Labate 18, Galluzzo 16, Ungaro 10 |

| Arbitri: | Grossi (Roma) Pica (Roma) |

|                                |       |                                         |
| Friz 25, Ungaro 11, Rongone 10 | Punti | Antonucci 15, Pizzirani 15, Ravaglia 10 |

| Arbitri: | Cappellini (Firenze) Rudelat (Nuoro) |

|                                    |       |                                   |
| La Torre 36, Franza 19, Labruna 10 | Punti | Ungaro 26, D'Astore 13, Labate 10 |

| Arbitri: | Chilà L. (Reggio Calabria) Chilà C. (Reggio Calabria) |

|                               |       |                                   |
| Ungaro 28, Friz 17, Labate 15 | Punti | Biondi 28, Santoro 19, Riscoli 11 |

| Arbitri: | Mioni (Carpi) Frabetti (Bologna) |

|                                     |       |                                   |
| Alfonsi 11, Traferri 10, Presenti 9 | Punti | Labate 31, Rongone 18, D'Astore 8 |

| Arbitri: | Nelli (Firenze) Mania (Livorno) |

|                               |       |                                  |
| Labate 20, Ungaro 19, Friz 11 | Punti | Petta 22, Vicinelli 17, Magri 10 |